# کورده (مشهد)
کورده (مشهد)، روستایی از توابع بخش مرکزی شهرستان مشهد در استان خراسان رضوی ایران است.

## جمعیت
این روستا در دهستان میان ولایت قرار دارد و براساس سرشماری مرکز آمار ایران در سال ۱۳٩۵، جمعیت آن ۴٬۵٢١ نفر (١٠٧۵خانوار) بوده‌است.